# Unio ravoisieri
Unio ravoisieri es una especie de náyade. En la península ibérica se encuentra exclusivamente en el lago de Bañolas y la cuenca del río Fluviá. Esta especie también se encuentra en el norte de África, en Argelia y Túnez.

## Taxonomía
La similitud que presentan las diferentes especies del género Unio además del polimorfismo de sus conchas hacen difícil su catalogación, por lo que para determinar la pertenencia de una población a una u otra especie, con frecuencia son necesarios estudios genéticos.

## Ciclo vital
Al igual que otras náyades y mejillones de agua dulce (orden Unionoida), Unio ravoisieri experimenta un estadio larvario, llamado gloquidio, en el que infecta las branquias de un pez hospedador. Tras esta fase se produce una metamorfosis y comienza la fase juvenil de vida libre.